# カリムスキー湖

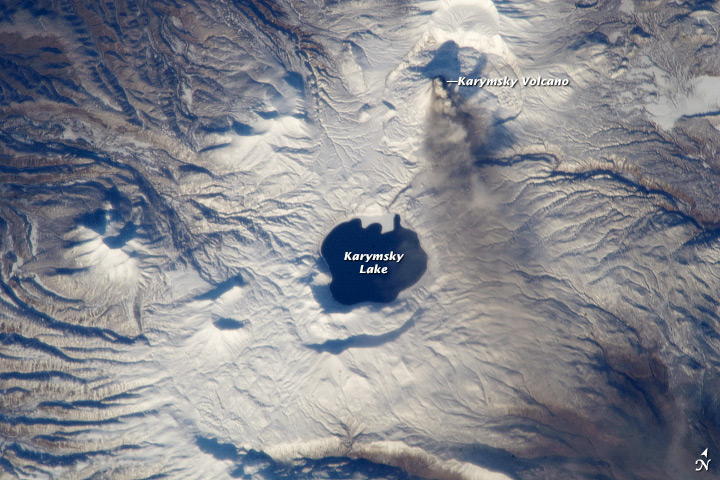
カリムスキー湖とその北にあるアカデミアナウク山頂上

カリムスキー湖（カリムスキーこ、ロシア語: Карымское озеро）またはカルィムスコエ湖は、ロシア連邦のカムチャツカ半島にある火山、アカデミアナウク山に所属する火口湖である。半径は5 キロメートルで、かつては世界最大の淡水湖の 1 つであったが、最近の噴火の結果で有毒ガスがこれを最大の酸性水湖の 1 つに変えた。 .

## 参照項目
- カムチャツカ半島
- カムチャツカの火山群